# العشريات

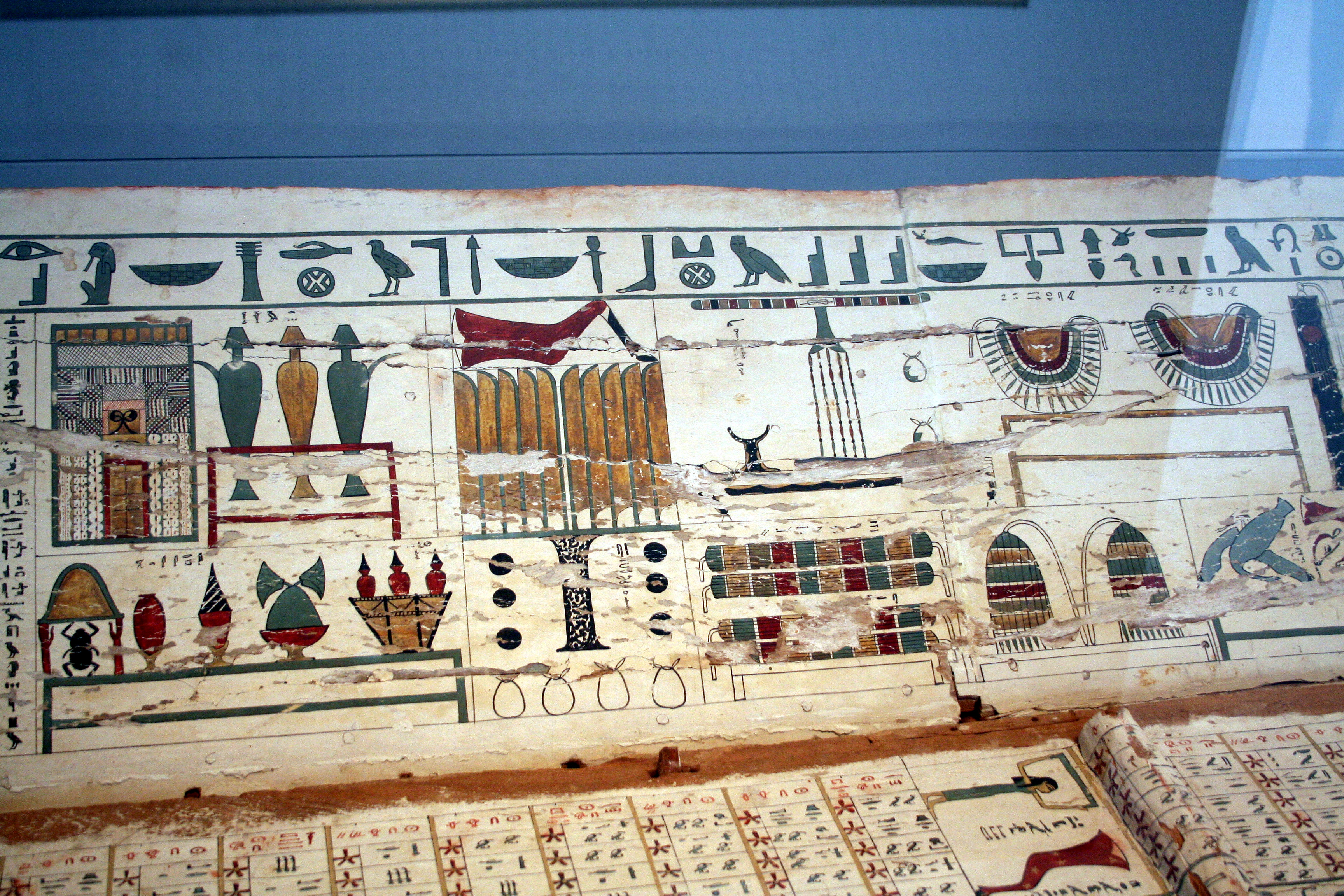
طاولة على شكل نجمة قطرية من غطاء تابوت أواخر الأسرة المصرية الحادية عشرة؛ وجدت في أسيوط، مصر. متحف رومر-بيليزيوس

العشريات هي 36 مجموعة من الأبراج الصغيرة المستخدمة في علم الفلك المصري القديم لتقسيم مسير الشمس بزاوية 360 درجة إلى 36 جزءًا من 10 درجات لكلٍّ منهما، للأغراض الثيورجية والحلزونية في صناعة الساعات. ظهر كل من العشريات، من حيث مركزية الأرض، لترتفع بشكل متتابع في الأفق خلال كل دورة يومية للأرض. كان صعود كل عشري علامة على بداية «ساعة» عشرية جديدة من الليل للمصريين القدماء، واستخدموا كساعة نجمية بداية من الأسرة المصرية التاسعة أو العاشرة على الأقل (حوالي 2100 قبل الميلاد).
وفقًا للتقويم المصري الذي يتكون من 36 عشرية (اثني عشر شهرًا، كل شهر مقسم إلى ثلاثة عشريات) بالإضافة إلى خمسة أيام موسمية، أو 365 يومًا. بعد أن اختار المصريون تكييف ساعات الليل وفقًا لتقويمهم، اختاروا عشرة نجوم لكل عشرية. وهكذا فإن النظام المكون من 36 عشريًا يتوافق مع 360 يومًا. كان الارتفاع الشمسي مرئيًا فقط في الليل، وكان عدد الساعات التي حددتها العشريات مساويًا لعدد العشريات التي كان ارتفاعها ملحوظًا في ليلة واحدة. يختلف هذا الرقم من موسم إلى آخر (ما عدا تحت خط الاستواء) في مصر ويمكن للمرء أن يلاحظ في الصيف (الموسم الذي تكون فيه الليالي أقصر) فقط ارتفاع اثني عشر عشريًا في ليلة واحدة. كانت النتيجة تقسيم الليل إلى اثنتي عشرة ساعة بأطوال متفاوتة، لذلك نحن مدينون للمصريين بتقسيم اليوم إلى 24 ساعة. وهكذا فإن العشريات الستة والثلاثين تتوافق مع اثنتي عشرة ساعة من النهار والليل.
نظرًا لأن عشريًا جديدًا يظهر أيضًا بشكل شمسي كل عشرة أيام (أي كل عشرة أيام، تظهر مجموعة جديدة من النجوم العشرية مرة أخرى في السماء الشرقية عند الفجر قبل شروق الشمس مباشرة، بعد فترة يحجبها ضوء الشمس)، أطلق عليها الإغريق اسم ديكانوي أو «أعشار».
أفسحت العشريات الطريق لتقسيم قمري مكون من 27 أو 28 محطة قمرية، والمعروف أيضًا باسم المنزل أو القصور القمرية أو ناكشاترا ومن ثم إلى دائرة أبراج مكونة من 12 علامة، بناءً على نمط مجسم من الأبراج، ويمكن رؤية استخدامها في يرجع تاريخ برج دندرة إلى حوالي 50 قبل الميلاد.
استمر استخدام العشريات في علم التنجيم في الإسلام خلال العصور الوسطى، وعصر النهضة، وعلم التنجيم في القرن السابع عشر، وثيوصوفية القرن التاسع عشر، وعلم الكونيات، وعلم الثيورجيا، والتنسك، وكذلك في الدين والسحر.

## أصول مصرية قديمة

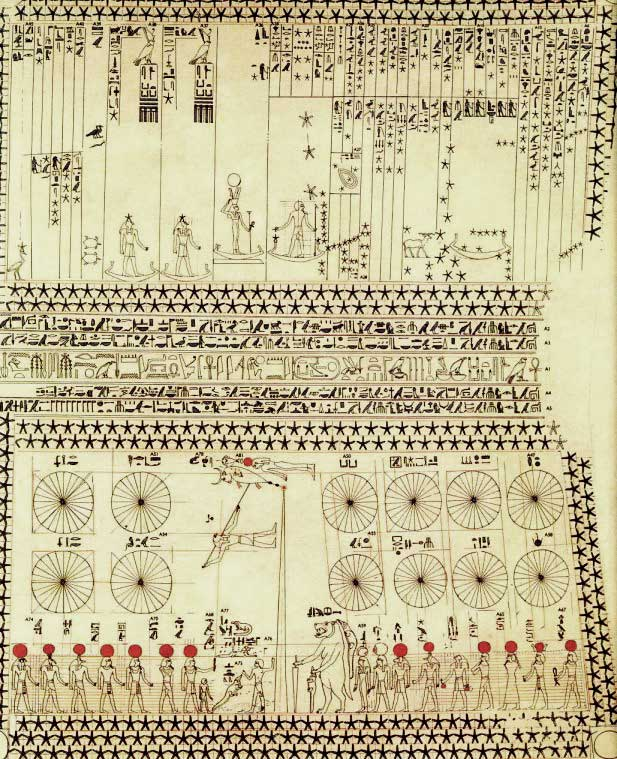
يُظهر السقف الفلكي لمقبرة سننموت مختلف العشريات، بالإضافة إلى تمثيلات مجسدة للنجوم والأبراج

ظهرت العشريات لأول مرة في الأسرة العاشرة (2100 قبل الميلاد) على أغطية التوابيت. بدأ تسلسل هذه الأنماط النجمية مع سوثيس (الشعرى اليمانية)، وكل عشري يحتوي على مجموعة من النجوم والآلهة المقابلة. كمقاييس للوقت، فإن ارتفاع وضبط العشريات تم تحديد «ساعات» ومجموعات العشرة أيام والتي تتكون من سنة مصرية. يغطي كتاب نوت القديم موضوع العشريات.
كان هناك 36 عشري (36 × 10 = 360 يومًا)، بالإضافة إلى خمسة أيام مضافة لتكوين 365 يومًا للسنة القائمة على الطاقة الشمسية. العشريات تقيس الوقت الفلكي والسنة الشمسية أطول بست ساعات؛ يتم إعادة ترتيب السنوات السوثية والشمسية في التقويم المصري كل 1460 عامًا. تُظهر العشريات الممثلة على توابيت من أسرات مصرية لاحقة (مثل الملك سيتي الأول) مقارنةً بصور العشريات سابقة التحول السوثي الشمسي.

## التطورات اللاحقة
في نهاية المطاف، استخدم المصريون هذه المظاهر الشمسية التي يمكن التنبؤ بها من قبل العشريات لتمييز تقسيمات التقويم الشمسي السنوي. وهكذا فإن الارتفاع الشمسي للشعرى اليمانية يمثل الفيضان السنوي لنهر النيل.
أدت هذه الطريقة إلى نظام 12 ساعة نهاراً و 12 ساعة ليلاً، متفاوتة الطول حسب الموسم. في وقت لاحق، تم استخدام نظام 24 ساعة «اعتدال».
بعد ظهور علم التنجيم الهلنستي في الإسكندرية، والذي تم تسجيله بشكل أساسي في أعمال بطليموس وفيتيوس فالنس، نشأت أنظمة مختلفة تنسب الأهمية الرمزية للعشريات وربطتها بـ «النجوم المتجولة» و«الأضواء»: الشمس والقمر وعطارد، الزهرة، المريخ وكذلك كوكب المشتري وزحل. تم ربط العشريات، على سبيل المثال، بالرياح، والاتجاهات الأربعة، والطائفة (ليلًا أو نهارًا)، ذكرًا وأنثى، بالإضافة إلى الأخلاط الأربعة (العناصر) كما تم اعتبار هذه العوامل مرتبطة ارتباطًا وثيقًا بأمراض مختلفة وبالتوقيت لنقش التعويذات لمعالجتها؛ مع «وجوه» عشرية (أو «مراحل»)، وهو نظام يتم فيه تخصيص ثلاثة عشريات لكل علامة برج، كل منها يغطي 10 درجات من الأبراج، ويحكم كل منها كوكبي الحاكم وترتبط بعلامات الفلكية.

## أوصاف العشريات
تم تسمية العشريات في العديد من المصادر اليونانية المصرية، والعديد من الكتابات الهرمسية، وعهد سليمان، وكتابات أريستوبولوس من بانياس. يوليوس فيرميكوس ماترنوس، كوزماس مايوما، اسكاليجيه، وأثانيسيوس كيرتشر.
تم وصف صور العشريات في الكتابات الهرمسية، بواسطة المنجم الهندي فاراهامييرا، في غاية الحكيم، وفي الكتابات اليابانية. صور فاراهامييرا للعشريات تأثرت بالرسوم اليونانية المصرية، إن لم تكن الهرمسية، للعشريات عن طريق يافاناجاتاكا. قد يكون دورهم في علم التنجيم الياباني مستمدًا من شكل صيني سابق أو شكل هندي ربما من إضافة اثني عشر حيوانًا من الأبراج الصينية إلى قائمة من أربع وعشرين ساعة من النجوم. كانت أكثر شيوعًا بين فترتي كاماكورا وإيدو.
بدأ أول موضع عشري أصلي بسبب السبق في العصور القديمة عند 0 درجة من السرطان عند صعود نجم الشعرى اليمانية الشمسي عند غروب الشمس مثل التقويمات اليهودية والإسلامية بمناسبة رأس السنة المصرية الجديدة والآن الأول يقع العشريات في 0 درجة من برج الأسد في 20 يوليو في التقويم اليولياني، أي 22/23 يوليو في التقويم الغريغوري.

## في علم التنجيم
ارتبط علم الكونيات القديم وعلم الفلك ارتباطًا وثيقًا بتقاليد الفأل وبالتالي علم التنجيم. ضمن التقاليد العديدة المختلفة لعلم التنجيم التي نشأت بشكل أساسي - بشكل رسمي أكثر من الإسكندرية - هناك العديد من أنظمة العشريات المرتبطة بكل من «النجوم المتجولة» الخمسة الهلنستية التقليدية (عطارد والزهرة والمريخ والمشتري وزحل) وإلى الاثنين «الأضواء»: الشمس والقمر؛ وكذلك، في الآونة الأخيرة، إدراج زحل العابرين: أورانوس ونبتون وبلوتو.

## الأبراج في شرق آسيا
تتميز الأبراج في شرق آسيا بالعشريات على شكل ستة وثلاثين حيوانًا تقويميًا. نشأت المجموعة في الصين، حيث تم تقسيم الـ 36 إلى أربع مجموعات، كل مجموعة تتكون من تسعة أزواج من الآلهة الحيوانية. تمثل المجموعات الأربع الاتجاهات الأساسية الأربعة (الشمال والجنوب والشرق والغرب). يتم أيضًا تجميع الحيوانات في ثلاثيات - يتم دمج ثلاثة حيوانات تحت واحدة من 12 علامة برج. في اليابان، ظهرت المجموعة في نيتشو ريكي، وهو تقويم ياباني من النصف الثاني من القرن الرابع عشر. ثمانية من الـ 36 يظهرون «مثل الثعلب» - متطابقة تقريبًا في الصفات الجسدية. هؤلاء الثمانية هم تانوكي، موجنا، الثعلب، الذئب، ابن آوى، القط البري، والكلاب البرية من الذكور والإناث. يتم الجمع بين موجينا والثعلب والأرانب تحت علامة البروج للأرنب. يتم الجمع بين التانوكي والفهد والنمر تحت علامة البروج الخاصة بالنمر.

## الهند القديمة
في الهند، يُطلق على تقسيم دائرة الأبراج إلى 36 جزءًا من عشر درجات إما دريكانا أو دريشكانا أو دكايا.
يذكر يافاناجاتاكا (269-70 م) الأيقونية واستخدام دريكانا في وقت مبكر، وقدمها فاراهامييرا (550 م). يعتقد العلماء المعاصرون أن العشريات قد تم استيرادها إلى الهند من خلال الإغريق الذين تعلموا عنها من المصريين.